# Autoridad Internacional para el Ruhr
La Autoridad Internacional para el Ruhr (AIpR) fue un organismo internacional establecido en el año 1949 por las potencias aliadas para controlar la industria del carbón y el acero del área alemana del Ruhr en Alemania Occidental. Su sede se ubicaba en Düsseldorf.
La supervisión internacional del Ruhr se estableció en el comunicado emitido el 7 de junio de 1948, después de las reuniones en Londres entre los Estados Unidos de América , el Reino Unido, Francia y los países del Benelux . Fue abolido por el Tratado de París en 1951, que trasladó sus actividades a la Comunidad Europea del Carbón y del Acero (CECA). La IAR finalizó su trabajo el 27 de mayo de 1952.

## Contexto

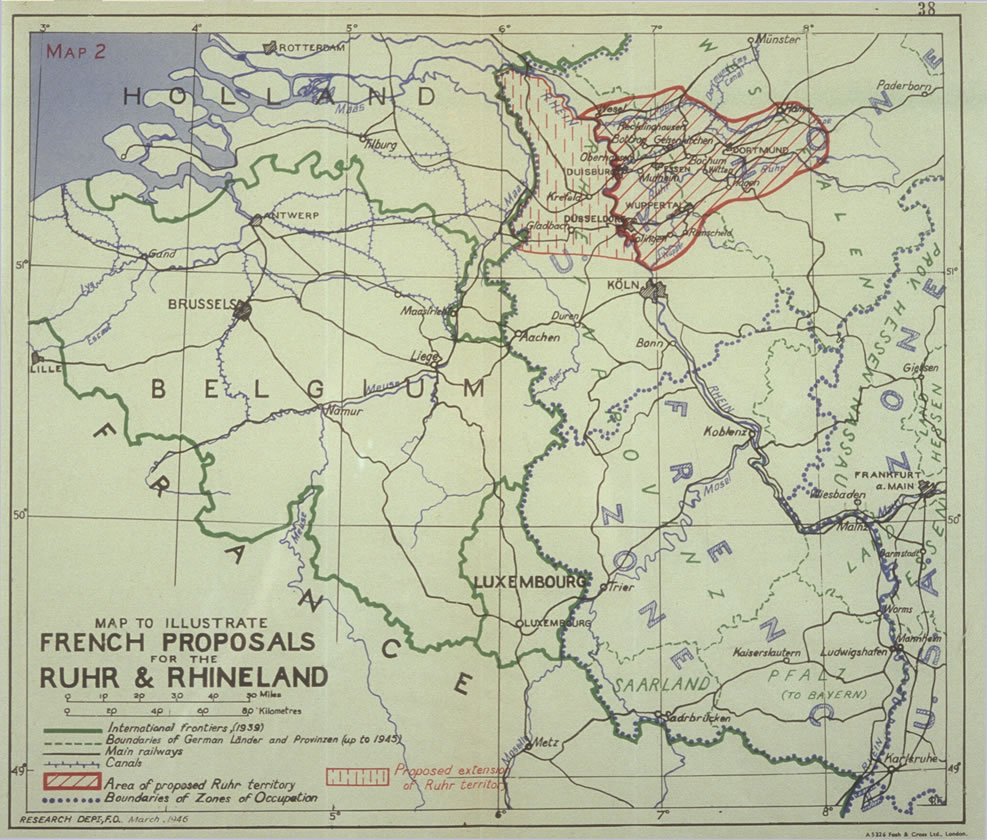
Mapa que muestra detalles de la propuesta francesa de 1946 para el destacamento de la zona del Ruhr y partes de Renania de Alemania.

Los primeros planes franceses se preocuparon por mantener a Alemania débil y fortalecer la economía francesa a expensas de la de Alemania (Plan Monnet). La política exterior francesa tenía como objetivo desmantelar la industria pesada alemana, colocar el área del Ruhr y Renania rica en carbón bajo el control francés o, como mínimo, internacionalizarlos, y también unir el Sarre rico en carbón con la provincia de Lorena rica en hierro (que había sido entregada de Alemania a Francia nuevamente en 1944). Cuando los diplomáticos estadounidenses recordaron a los franceses el efecto devastador que esto tendría en la economía alemana, la respuesta de Francia fue sugerir que los alemanes tendrían que "hacer los ajustes necesarios" para enfrentar el inevitable déficit de divisas.
En 1947, Francia retiró el Sarre de Alemania y lo convirtió en un protectorado bajo control económico francés. El área regresó a la administración alemana el 1 de enero de 1957, pero Francia conservó el derecho de minar de sus minas de carbón hasta 1981. Los planes franceses para el destacamento completo del Ruhr de Alemania se encontraron con una mayor resistencia. En septiembre de 1946 James F. Byrnes, el Secretario de Estado de los Estados Unidos declaró en un discurso en Stuttgart. Actualización de Políticas en Alemania que Estados Unidos aceptaría las reclamaciones francesas sobre el Sarre, pero que: "Estados Unidos no apoyará ninguna invasión en territorio que sea indiscutiblemente alemán o cualquier división de Alemania que no sea genuinamente deseada por las personas involucradas. Hasta el momento Estados Unidos es consciente de que la gente del área del Ruhr y de Renania desean permanecer unidas con el resto de Alemania. Y Estados Unidos no va a oponerse a su deseo".

## Descripción general
El Acuerdo de Ruhr se impuso a los alemanes (occidentales) como condición para permitirles establecer la República Federal de Alemania. Al controlar la producción y distribución de carbón y acero (es decir, la cantidad de carbón y acero que obtendrían los propios alemanes), la Autoridad Internacional para el Ruhr, en efecto, controlaba toda la economía de Alemania Occidental, para gran consternación de los alemanes. Sin embargo, se les permitió enviar sus delegaciones a la autoridad después del acuerdo de Petersberg.
Con el acuerdo de Alemania Occidental de unirse a la Comunidad Europea del Carbón y del Acero para eliminar las restricciones impuestas por el IAR, también se garantiza la seguridad francesa al perpetuar el acceso francés al carbón del Ruhr,, se asumió el papel del IAR. superado por la CECA.

## Consejo
La autoridad estaba gobernada por un consejo compuesto por los gobiernos signatarios del Acuerdo de Londres. Los representantes de los Aliados tenían tres votos cada uno y los países del Benelux tenían un voto cada uno. El acuerdo también estipulaba la adhesión de la Alemania ocupada tan pronto como se había formado un gobierno reconocido por los aliados, y ese papel fue asumido por Alemania Occidental. Los costos económicos fueron compartidos entre los miembros sobre la base de los derechos de voto.

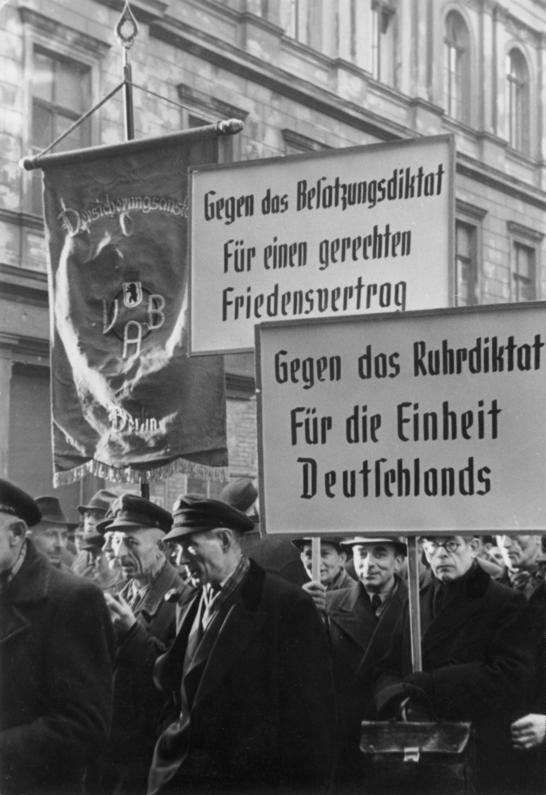
Protesta en el este comunista de Berlín contra el estatuto del Ruhr y contra el estatuto de Ocupación.

- Bélgica, 1 voto
- Francia, 3 votos
- Luxemburgo, 1 voto
- Países Bajos, 1 voto
- Reino Unido, 3 votos
- Estados Unidos, 3 votos
- Alemania Occidental, 3 votos

## Geografía
El Acuerdo de Londres define el Área del Ruhr en Renania del Norte-Westfalia al enumerar 36 distritos en las regiones de Düsseldorf, Münster y Arnsberg.
En la Regierungsbezirk Düsseldorf:
- Landkreis Dinslaken
- Landkreis Düsseldorf-Mettmann
- Landkreis Essen
- Landkreis Geldern
- Landkreis Krefeld - Uerdingen
- Landkreis Moers
- Landkreis Rees
- Stadtkreis Düsseldorf
- Stadtkreis Duisburg-Hamborn
- Stadtkreis Mülheim
- Stadtkreis Neuss
- Stadtkreis Oberhausen
- Stadtkreis Remscheid
- Stadtkreis Solingen
- Stadtkreis Wuppertal

En la Regierungsbezirk Münster :
- Landkreis Beckum
- Landkreis Lüdinghausen
- Landkreis Recklinghausen
- Stadtkreis Bottrop
- Stadtkreis Gelsenkirchen
- Stadtkreis Gladbeck
- Stadtkreis Recklinghausen

En ls Regierungsbezirk Arnsberg :
- Landkreis Ennepe-Ruhr-Kreis
- Landkreis Iserlohn
- Landkreis Unna
- Stadtkreis Bochum
- Stadtkreis Castrop-Rauxel
- Stadtkreis Dortmund
- Stadtkreis Hagen
- Stadtkreis Hamm
- Stadtkreis Herne
- Stadtkreis Iserlohn
- Stadtkreis Luenen
- Stadtkreis Wanne-Eickel
- Stadtkreis Wattenscheid
- Stadtkreis Witten